# Гавриловское (Сасовский район)
Гаври́ловское — село в Сасовском районе Рязанской области России. Административный центр Гавриловского сельского поселения.

## Географическое положение
Гавриловское находится в северо-западной части Сасовского района, в 10 км к северо-западу от райцентра.
Ближайшие населённые пункты:

— село Истлево в 9 км к северо-востоку по грунтовой дороге;

— село Глядково в 7 км к востоку по грунтовой дороге;

— село Фроловское в 3 км к югу по грунтовой/щебёнчатой (в 5,5 км по асфальтированной) дороге;

— деревня Рогожка в 3 км к юго-западу по асфальтированной дороге;

— село Любовниково в 5,5 км к северо-западу по асфальтированной дороге.
Ближайшая железнодорожная станция Сасово в 12 км к юго-востоку по асфальтированной дороге.

## Природа
Климат умеренно континентальный. Природная зона — лесостепь. Какие-либо водотоки в окрестностях отсутствуют. Почвы чернозёмные, благодаря чему распаханность территории очень велика. Рельеф довольно плоский, за исключением небольшой по глубине и крутизне склонов промоины — Гавриловского оврага. Высота над уровнем моря 123—127 м, что лишний раз подтверждает равнинность рельефа.

## История
В 1883 г. село Гавриловское входило в Глядковскую волость Елатомского уезда Тамбовской губернии.
С 2004 г. и до настоящего времени входит в состав Гавриловского сельского поселения.
До этого момента село входило в Гавриловский сельский округ.

## Население
| 1914 | 1981 | 1985 | 1989 | 2002 | 2010 |
| ---- | ---- | ---- | ---- | ---- | ---- |
| 1277 | ↘260 | →260 | ↗345 | ↗494 | ↘454 |

## Хозяйство

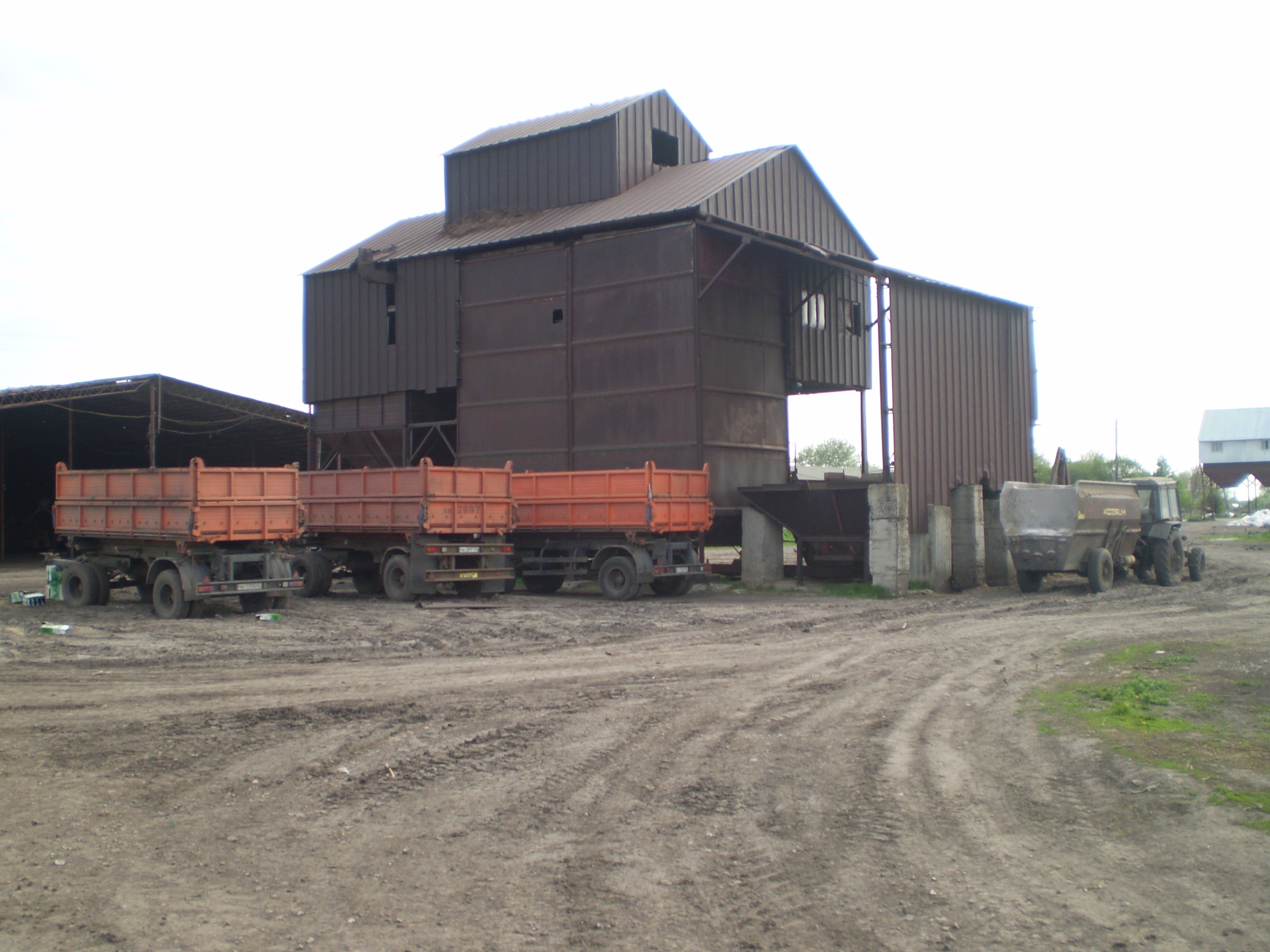
Зерноток

Благодаря сочетанию нескольких факторов (а именно: нерасчленённый плоский рельеф, отсутствие естественных лесов и, самое главное, плодородные чернозёмные почвы) село специализируется чисто на производстве сельхозпродукции. Является одним из ведущих населённых пунктов района по значимости в растениеводстве. ООО "МАЯК" — крупнейшее предприятие села, занимающееся выращиванием зерновых, технических (сахарная свекла) и прочих сельскохозяйственных культур. Также работают молочно-товарная ферма (в том числе летник), сенохранилище, машино-тракторная станция.
В 2 км к северу, рядом со старой дорогой, находится сельский полевой аэродром, рассчитанный на прием легких самолетов, таких, как Ан-2 "Кукурузников", для проведения сельхозмероприятий по применению удобрений и пестицидов на полях.

## Инфраструктура
Дорожная сеть

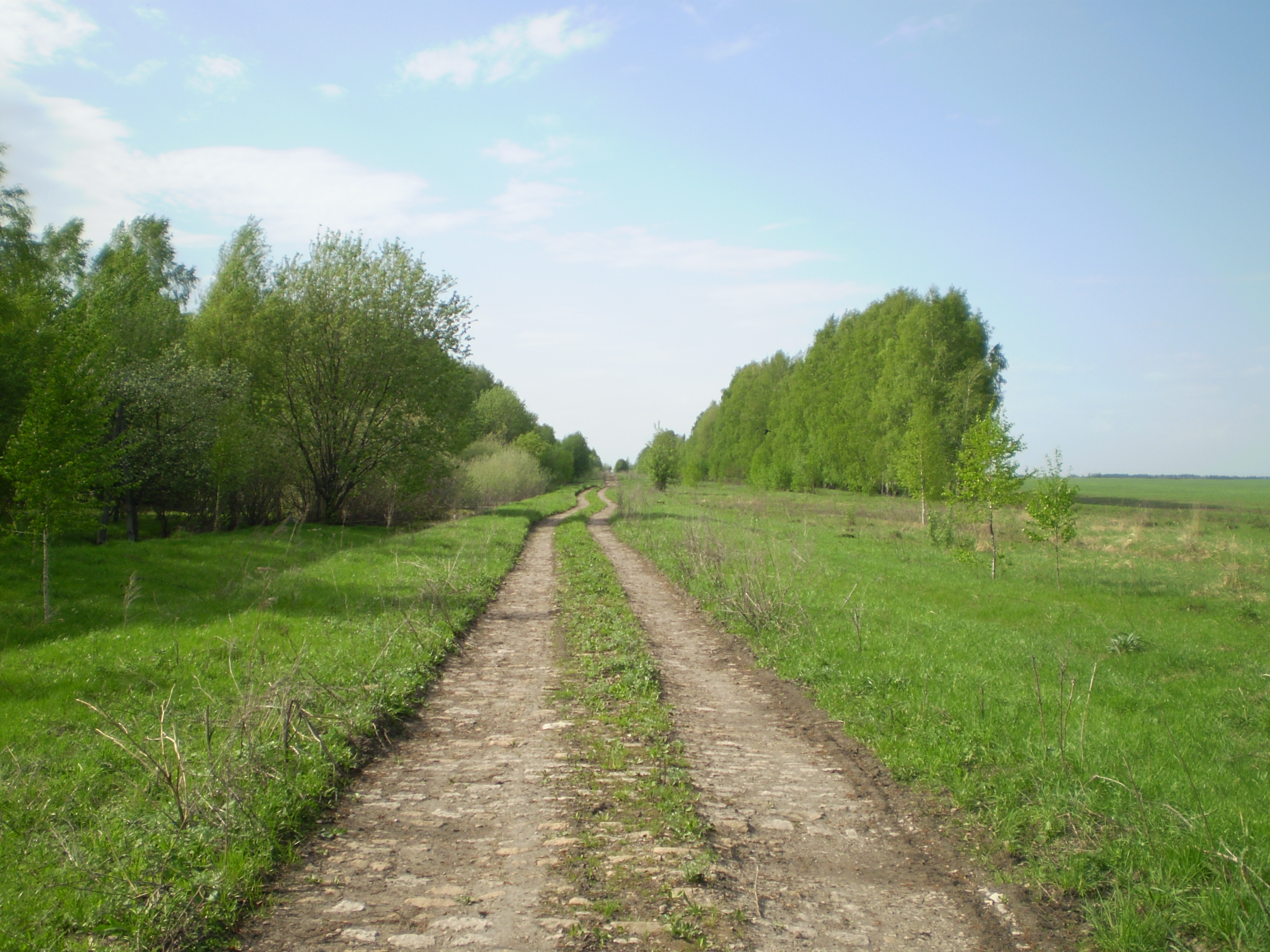
Старая трасса

В 1,5 км к юго-западу проходит автомобильная дорога регионального значения Р124 Шацк — Касимов, от которой отходит асфальтированное ответвление до села. До строительства новой, в обход населённых пунктов, трассы Р124, старая дорога, вымощенная бутовым камнем, шла непосредственно через село. В настоящее время жилые дома и сельхозпостройки расположены на 8-и улицах: Гагарина, Кубань, Микрорайон, Молодёжная, Набережная, Однодворская, Ольховская, Садовая.
Транспорт
Связь с райцентром осуществляется пригородными (№107 Сасово — Чубарово, №179 Сасово — Пителино), междугородним (№575 Сасово — Касимов) а также внутригородским (№7 — отдельные рейсы по расписанию) автобусными маршрутами.
Связь
В селе действует сельское отделение почтовой связи. Индекс 391449 (до 01.01.2000 г. — 391606).
Образование
В центре, на улице Садовой расположена одноэтажная основная школа, построенная в 1936 г., а с 2011 г. ставшая филиалом Любовниковской средней школы. Рядом также работает детский сад.
Здравоохранение
В начале 2013 г. открыт фельдшерско-акушерский пункт.
Рекреация
В пределах села сооружены плотины и созданы два пруда, пользующиеся популярностью как среди местных, так и среди приезжих рыбаков.